# Parque nacional Lago Lomond y los Trossachs
El Parque Nacional Lago Lomond y los Trossachs (en inglés, Loch Lomond and The Trossachs National Park; en gaélico escocés, Pàirc Nàiseanta Loch Laomainn is nan Tròisichean) es un parque nacional en Escocia, centrado en el lago Lomond, que incluye varias cadenas montañosas, siendo las más famosa la de los Trossachs. Fue el primero de los dos parques nacionales creados por el Parlamento Escocés en el año 2002, siendo el segundo de ellos el Parque Nacional Cairngorms.
El parque es el cuarto por tamaño en las islas británicas, con una superficie total de 1.865 km² y un límite de alrededor de 350 km de largo. Incluye 21 munros (entre ellos Ben Lomond, Ben Lui, Beinn Challuim, Ben More y otros dos picos llamados Ben Vorlich), 20 corbetts, dos parques forestales y 57 lugares consideradas zonas de Especial Conservación.
El lago Lomond es el lago de agua dulce más grande de Gran Bretaña. Va desde las tierras bajas, más llanas, hasta las auténticas Tierras Altas al norte, zona montañosa. Hay un agudo contraste desde la parte superior a la inferior. La Falla de las Highlands cruza las primeras escasas islas (incluyendo Inchmurrin y Inchcailloch) y Conic Hill. Ben Lomond y Ben Vorlich son algunas de las famosas cumbres de la zona. Hay un campo de golf en el lago Lomond en el que se celebra el Torneo Abierto Escocés Barclays. 
Los Trossachs son conocidos como la tierra de Rob Roy MacGregor o la tierra romántica y encantada. Es una zona pequeña, como un círculo, con la mitad en las Tierras Altas y la otra en las Tierras Bajas. Callander y Aberfoyle son las dos ciudades principales. En el lago Menteith destaca la mayor de sus islas, Inchmahome, en la que está "Inchmahome Priory", un antiguo monasterio, que sirvió de refugio a María Estuardo en 1547. Loch Katrine, con el barco de vapor de palas de Sir Walter Scott o la Dama del Lago está aquí. Se puede llegar al lago Katrine a través de la carretera de Inversnaid o la de Brig o' Turk. El barco a vapor recibe su nombre de Sir Walter Scott, autor del poema épico "La dama del lago".
- Datos: Q116661
- Multimedia: Loch Lomond and The Trossachs National Park / Q116661